# Ulica Grunwaldzka w Kielcach
Ulica Grunwaldzka – jedna z ulic w Kielcach. Jest ona fragmentem, a zarazem początkiem drogi wojewódzkiej nr 786, która prowadzi do Częstochowy.

## Przebieg
Ulica Grunwaldzka zaczyna się na skrzyżowaniu z ulicami: Żytnią, Żelazną i Armii Krajowej (Węzeł Żytnia). Później krzyżuje się m.in. z ul. Mielczarskiego (dwupoziomowy węzeł), Jagiellońską oraz Piekoszowską. Ulica kończy się rondem, na którym krzyżuje się z Al. Szajnowicza-Iwanowa.
Ulica Grunwaldzka jest fragmentem drogi wojewódzkiej nr 786, łączącej Kielce z Włoszczową i Częstochową. Uchwałą z dnia 24 lutego 2020 roku, ustanowiono dodatkowo fragment ul. Grunwaldzkiej na odcinku od ul. Piekoszowskiej do al. Szajnowicza-Iwanowa drogą o statusie wojewódzkim (wcześniej ten status miała ul. Piekoszowska na odcinku od ul. Grunwaldzkiej do ul. Malików). Ponadto, Węzeł Żytnia (skrzyżowanie ulic: Grunwaldzkiej, Żelaznej, Żytniej i Armii Krajowej) stał się początkiem DW786 (wcześniej początkiem tej drogi było skrzyżowanie ulic Seminaryjskiej z Tarnowską i Boh. Warszawy), zatem ul. Grunwaldzka jest początkiem DW786 w Kielcach.

## Historia
Do lat 60. XX wieku na obszarze dzisiejszej ulicy Grunwaldzkiej znajdowały się pola, które leżały już poza obszarem zabudowy miasta (wówczas rozwijała się ona na ówczesnej ulicy Waligóry). W latach 60. rozpoczęto budowę drogi dwupasmowej, która miała stać się ważnym szlakiem tranzytowym miasta. Dodatkowym powodem, dla którego powstała ul. Grunwaldzka, było powstanie nowych osiedli mieszkaniowych na Czarnowie oraz wybudowanie nowoczesnego szpitala w tamtej okolicy (ob. Wojewódzki Szpital Zespolony).

## Przebudowy ulicy Grunwaldzkiej
We wrześniu 2011 roku oddano poszerzony odcinek ulicy Grunwaldzkiej między ulicami Jagiellońską i Podklasztorną. Wybudowano na tym odcinku bus-pas, który stał się tym samym trzecim pasem na tym fragmencie.
21 czerwca 2012 roku rozpoczęła się budowa bus-pasa na ulicy Grunwaldzkiej na odcinku od ulicy Mielczarskiego do ulicy Jagiellońskiej. Do 30 lipca poszerzana o trzeci pas była nitka południowa, natomiast później nitka północna.
W latach 2014–2015 przebudowane zostały fragmenty ulic: Grunwaldzkiej (od ul. Podklasztornej do Al. Szajnowicza-Iwanowa) i Piekoszowskiej oraz Al. Szajnowicza-Iwanowa. Na ul. Grunwaldzkiej wybudowano od podstaw drugiej jezdni oraz dobudowaniu do obu jezdni bus-pasów (łącznie 3 pasy ruchu w obie strony). Ponadto, wybudowano 2 ronda turbinowe (skrzyżowania z ul. Podklasztorną oraz al. Szajnowicza-Iwanowa) oraz wiadukt dla autobusów i rowerów łączący bezkolizyjnie Grunwaldzką z ul. Piekoszowską. Inwestycja kosztowała 27 mln zł. Projekt pod nazwą "Rozwój systemu komunikacji publicznej w Kieleckim Obszarze Metropolitalnym" był współfinansowany przez Unię Europejską.
W 2018 roku wyremontowano ulicę na fragmencie od skrzyżowania z ul. Jagiellońską do skrzyżowania z ul. Podklasztorną. Remont polegał na kompleksowym remoncie obu jezdni (po 2 pasy ruchu + buspas w obie strony). Koszt inwestycji wyniósł 2,6 mln zł. Inwestycję oddano do użytku pod koniec listopada 2018 roku.
W 2023 roku ogłoszono przetarg na wykonanie przejazdów rowerowych na wszystkich wlotach skrzyżowania ulic Grunwaldzkiej i Podklasztornej.

## Ważniejsze obiekty przy ulicy Grunwaldzkiej
- Fabryka WSP "Społem" Kielce, w której wytwarzany jest od 1959 roku Majonez Kielecki[14]
- Wojewódzki Szpital Zespolony - największy zespół placówek medycznych w województwie świętokrzyskim, znajdującym się na Czarnowie[15]
- placówka Poczty Polskiej[16]

## Komunikacja miejska
Ulica Grunwaldzka jest jedną z najlepiej skomunikowanych ulic w Kielcach. Na ulicy znajduje się 9 przystanków, które obsługiwane są przez 22 linie autobusowe (1, 2, 5, 8, 13, 18, 23, 25, 26, 27, 28, 29, 31, 35, 46, 50, 51, 102, 107, 108, 114, N1).